# Anthony Paul
Anthony Paul, bürgerlich Anthony Paul Mrosek (* 1985 in Berlin), ist ein deutscher Schauspieler.

## Leben
Anthony Paul machte seine ersten Bühnenerfahrungen am Schlossplatztheater in Berlin-Köpenick. 2008 spielte er dort in dem Stück Feuergesicht von Marius von Mayenburg die Hauptrolle Kurt. Sein Schauspielstudium absolvierte er von 2009 bis 2012 am Europäischen Theaterinstitut (Schauspielschule Berlin). Während seines Studiums wirkte er in Produktionen im Theater im Palais und bei der „Theaterkapelle Berlin“ mit.
Nach Abschluss seines Studiums war er zunächst als Gast und ab der Spielzeit 2013/14 bis 2016 als festes Ensemblemitglied am Volkstheater Bautzen, wo er in zahlreichen Stücken des klassischen und modernen Theaterrepertoires auftrat und auch im Kinder- und Jugendtheater spielte. Er trat dort u. a. als Fortinbras in Hamlet, als Gutsbesitzer Konstantin Lewin in Anna Karenina, als Beichtvater Domingo in Don Karlos, als Johannes Pinneberg in Kleiner Mann – was nun?, als Billy Bibbit in Einer flog über das Kuckucksnest und als Dorante in Das Spiel von Liebe und Zufall auf. Am Volkstheater Bautzen spielte er neben Jonas Lauenstein in der Komödie Endlich allein den US-Amerikaner Lawrence Roman, außerdem die Titelrolle im Kindermusical Der Lebkuchenmann und die Hauptrolle des Maik in einer Tschick-Bühnenfassung. Beim Bautzener Theatersommer spielte er 2016 den Sohn Børge in Die Olsenbande und der große Hintermann.
2017 und 2019 trat er an der Deutschen Oper Berlin in Graham Vicks Inszenierung der Britten-Oper Tod in Venedig auf. In der Spielzeit 2019/20 gastiert er neben Fabian Oehl am Kleinen Theater Berlin als Beineberg in einer Bühnenfassung des Törless (Regie: Boris von Poser).
Seit 2010 steht Paul auch für Film- und TV-Produktionen vor der Kamera. Er wirkte in mehreren Kurzfilmen mit, u. a. 2010, an der Seite von Garry Fischmann, in Milan & Moritz als Grundschulfreund eines jungen Roma. Es folgten Auftritte in TV-Filmen und TV-Serien. In der 11. Staffel der ZDF-Serie SOKO Stuttgart (2020) übernahm er eine der Episodenrollen als reicher Student Elmar Frei, der illegale Box- und Faustkämpfe organisiert. In der 17. Staffel der ZDF-Serie SOKO Wismar (2021) spielte er eine Episodenhauptrolle als tatverdächtiger Bestatter und Trauerbegleiter Nils Berger.
Seit 2018 tritt er unter dem Namen Anthony Paul auf. Er lebt in Berlin.

## Filmografie (Auswahl)
- 2010: Milan & Moritz (Kurzfilm)
- 2012: Erinnerungen an den Sommer (Kurzfilm)
- 2014: Kein Entkommen
- 2015: Das Langsame und das Immerwährende (Kurzfilm)
- 2018: SOKO Köln: Tod in der Milchstraße (Fernsehserie, eine Folge)
- 2018: Die Spezialisten – Im Namen der Opfer: Der Verrat (Fernsehserie, eine Folge)
- 2018: Leningrad Symphony (Dokumentarspielfilm)
- 2018: Origin: Fire and Ice (Fernsehserie, eine Folge)
- 2019: Rate Your Date (Kinofilm)
- 2020: SOKO Stuttgart: Runde 12 (Fernsehserie, eine Folge)
- 2021: SOKO Wismar: Totenruhe (Fernsehserie, eine Folge)
- 2021: WaPo Berlin: Preis des Glücks (Fernsehserie, eine Folge)
- 2021: Rote Rosen (Fernsehserie, 23 Folgen)